# 2020年9月臺灣
| << | 2020年9月 （民國109年） | >> |    |    |    |    |
| \| 日 \| 一 \| 二 \| 三 \| 四 \| 五 \| 六 \| \| \| \| 1 \| 2 \| 3 \| 4 \| 5 \| \| 6 \| 7 \| 8 \| 9 \| 10 \| 11 \| 12 \| \| 13 \| 14 \| 15 \| 16 \| 17 \| 18 \| 19 \| \| 20 \| 21 \| 22 \| 23 \| 24 \| 25 \| 26 \| \| 27 \| 28 \| 29 \| 30 \| \| \| \| \| \| \| \| \| \| \| \| |                         |    |    |    |    |    |
| 臺灣新聞動態／維基新聞 |                         |    |    |    |    |    |
| 世界／中国大陆／臺灣 |                         |    |    |    |    |    |
| 日 | 一                      | 二 | 三 | 四 | 五 | 六 |
| |                         | 1  | 2  | 3  | 4  | 5  |
| 6 | 7                       | 8  | 9  | 10 | 11 | 12 |
| 13 | 14                      | 15 | 16 | 17 | 18 | 19 |
| 20 | 21                      | 22 | 23 | 24 | 25 | 26 |
| 27 | 28                      | 29 | 30 |    |    |    |
| |                         |    |    |    |    |    |

## 9月1日
- 捷克參議院議長維特齊（Miloš Vystrčil）今日在立法院發表演說，他引前美國總統甘迺迪於1963年在西柏林演「我是柏林人」名言，並以中文表示「我是台灣人」，藉此向台灣人民表示支持；與會朝野立委報以熱烈掌聲。維特齊立法院睽違45年後，再度有外國議長在議場發表演說。維特齊也是非邦交國議長中第一人。[1]
- 農委會農田水利署將在10月1日掛牌，將依《農田水利法》第23條[2]，接收原本在台灣各地的農田水利會的資產。引發「反消滅水利會全國自救會」抗爭。[3]
- 「自費醫材上限」[4]政策正式實施，原為衛福部健保署公定上限價，現改為17個學會參與制定【極端價格】。[5]

## 9月2日
- 外交部正式公佈中華民國新版護照，主要亮點是凸顯台灣、英文名調整呈現方式，將英文字「TAIWAN放大、ROC縮小」。[6] [7]

## 9月3日
- 加利科技有限公司八里廠於2020年8月間，輸入數批約337萬餘片非醫療用口罩，於廠內分裝改標以醫療用名義混充醫療用銷售。[8]

## 9月4日
- 遠傳電信與亞太電信晚間召開記者會，宣布雙方將展開5G頻譜、網路共用（簡稱共頻共網）計畫，以「3.5GHz頻段」為首波合作內容。[9]

## 9月13日
- 武界壩#無預警放水事故，造成4人死亡的意外。

## 9月14日
- 偷渡到中國的朱雪璋被遣返回臺灣。

## 9月16日
- 藝人小鬼黃鴻升被父親發現猝逝於家中，享年36歲[10]。

## 9月17日
- 美國國務院次卿柯拉克（Keith Krach）於傍晚飛抵臺北松山機場，成為1979年美國與中華民國斷交以來，訪臺層級最高的現任國務院官員。柯拉克將於18日與總統蔡英文會面，19日出席前總統李登輝的告別追思禮拜。[11]

## 9月18日
- 美國國務院次卿柯拉克今日於臺北萬豪酒店與行政院副院長沈榮津、經濟部長王美花、政務委員鄧振中等人會晤，就未來經濟暨商業對話做準備，時間約3小時。[12]
- 總統蔡英文晚間於官邸宴請柯拉克代表團。從蔡總統晚間在臉書發布的照片看，受邀者包括台積電創辦人張忠謀，張忠謀也是唯一受邀的民間企業人士。張忠謀的受邀也被視為台積電扮演著臺美供應鏈合作的重要連結。[13][14]

## 9月19日
- 臺中市龍井區發生爆炸案，引發建築物火災（英语：structure fire），造成4死1傷。[15]

## 9月21日
- GMP藥廠杏輝，於9月11日被發現6款藥品有效成分不到90%，全面回收。食藥署進一步清查後，9月21日再發現14款劣質藥品，未按時檢驗、軟膏變色，藥廠卻未及時處理，除要求下架，依法開罰將新台幣3萬至200萬元，並於10月6日前限期改善。[16]

## 9月28日
- 馬來西亞籍音樂人陳信延曾於Twitter下載耀樂之未成年性影像，並使用WhatsApp傳給炎亞綸觀看[17]。